# Чемпионат мира по стрельбе из лука 1931
1-й чемпионат мира по стрельбе из лука прошёл во Львове (Польша) в августе 1931 года и был организован Всемирной федерацией стрельбы из лука (FITA).

## Медалисты

### Классический лук
| Дисциплина            | Золото         | Серебро                   | Бронза          |
| Индивидуальный турнир | Михал Савицкий | Янина Курковская-Спыхаева | Рене Аллександр |
| Командный турнир      | Франция        | Польша                    | Польша          |

## Медальный зачёт
| Место | Страна  | Золото | Серебро | Бронза | Всего |
| ----- | ------- | ------ | ------- | ------ | ----- |
| 1     | Польша  | 1      | 2       | 1      | 4     |
| 2     | Франция | 1      | -       | 1      | 2     |